# Satz von Ionescu-Tulcea
Der Satz von Ionescu-Tulcea ist ein mathematischer Satz der Wahrscheinlichkeitstheorie, der sich mit der Existenz von Wahrscheinlichkeitsmaßen für Wahrscheinlichkeitsexperimente beschäftigt, die aus abzählbar unendlich vielen Einzelexperimenten bestehen. Insbesondere können die Einzelexperimente dabei voneinander verschieden und abhängig sein. Somit geht die Aussage über die bloße Existenz von abzählbaren Produktmaßen hinaus. Der Satz wurde von Cassius Ionescu-Tulcea bewiesen.

## Aussage
Gegeben sei ein Wahrscheinlichkeitsraum {\displaystyle (\Omega _{0},{\mathcal {A}}_{0},P_{0})} sowie Messräume {\displaystyle (\Omega _{i},{\mathcal {A}}_{i})} für {\displaystyle i\in \mathbb {N} }. Mit der Notation
{\displaystyle \Omega ^{i}:=\prod _{k=0}^{i}\Omega _{k}{\text{ und }}{\mathcal {A}}^{i}:=\bigotimes _{k=0}^{i}{\mathcal {A}}_{k}}
seien {\displaystyle \kappa _{i}} Markow-Kerne von {\displaystyle (\Omega ^{i-1},{\mathcal {A}}^{i-1})} nach {\displaystyle (\Omega _{i},{\mathcal {A}}_{i})} gegeben für {\displaystyle i\in \mathbb {N} }. Dann existieren die durch das Produkt der Kerne
{\displaystyle P_{i}:=P_{0}\otimes \bigotimes _{k=0}^{i}\kappa _{k}}
definierte Wahrscheinlichkeitsmaße auf {\displaystyle (\Omega ^{i},{\mathcal {A}}^{i})} und es gibt ein eindeutig definiertes Wahrscheinlichkeitsmaß {\displaystyle P} auf {\displaystyle (\prod _{k=0}^{\infty }\Omega _{k},\bigotimes _{k=0}^{\infty }{\mathcal {A}}_{k})}, so dass
{\displaystyle P_{i}(A)=P\left(A\times \prod _{k=i+1}^{\infty }\Omega _{k}\right)}
gilt für alle {\displaystyle A\in {\mathcal {A}}^{i}} und {\displaystyle i\in \mathbb {N} }.

## Verwendung
Der Satz von Ionescu-Tulcea findet weitreichende Verwendung. Beispielsweise liefert er die Existenz beliebiger zeitdiskreter stochastischer Prozesse. Alternativ kann man ihn auch verwenden, um die Existenz von unendlichen Produktmaßen oder von abzählbaren Familien von stochastisch unabhängigen Zufallsvariablen zu zeigen.

## Verallgemeinerungen
Eine Verallgemeinerung der Satzes von Ionescu-Tulcea ist der Erweiterungssatz von Kolmogorow, der sich mit der Existenz von Wahrscheinlichkeitsmaßen auf überabzählbaren Produkträumen beschäftigt.